# Q.U.B.E.
Q.U.B.E.는 톡식 게임즈가 개발하고 배급한 물리 기반 퍼즐 비디오 게임이며, 인디 게임 개발자 그룹인 인디 펀드의 도움을 받았다. 톡식 게임즈 창립 멤버들의 학생 프로젝트를 확장한 이 게임은 다양한 디지털 배급 플랫폼을 통해 마이크로소프트 윈도우로 출시되었으며, 2011년 12월 17일에 데수라를 통해 처음 출시되었고, 2012년 1월 6일에는 스팀을 통해 출시되었다. OS X 포트는 이후 2012년 12월에 스팀과 데수라를 통해 출시되었다.
게임에서 플레이어는 다양한 레벨을 통과하며 아바타를 안내하여 출구로 이동한다. 플레이어 캐릭터는 출구에 도달하기 위해 특정 블록에 다양한 기능을 수행할 수 있는 특수 장갑을 착용하고 있다. 게임은 플레이어가 상호 작용할 수 있는 색깔 블록을 강조하는 무균 단색 환경을 사용하며, 이는 포탈 시리즈와 비교되었다.
후속작인 Q.U.B.E. 2는 2018년 3월 13일에 윈도우, macOS, 플레이스테이션 4, 엑스박스 원으로 출시되었다.

## 게임플레이
어떤 사건으로 잠에서 깬 플레이어 캐릭터는 벽, 바닥, 천장에 있는 특정 블록과 상호 작용할 수 있는 장갑 한 쌍을 발견하고 진행하면서 다양한 방을 통과한다. 블록의 기능은 색깔로 구분된다. 빨간색 블록은 확장하거나 수축할 수 있다. 노란색 블록은 항상 세 개씩 그룹으로 묶여 있으며, 계단 형태의 구조물을 만드는 데 사용할 수 있다. 파란색 블록은 접촉하는 모든 것에 대한 스프링보드 역할을 하도록 수축할 수 있다. 보라색 블록은 방의 벽 일부를 회전시키는 수단을 제공하며, 녹색 블록은 플레이어가 조작해야 하는 구체 또는 큐브를 제공한다. 초기 단계에서 플레이어의 목표는 이러한 블록들을 조합하여 출구 지점에 도달하는 것으로, 이를 통해 다음 방으로 이동할 수 있다.
플레이어가 미지의 복합 시설 깊숙이 들어갈수록 새로운 퍼즐 요소가 도입된다. 한 단계에서는 특정 색 블록을 제외한 대부분의 방이 어두워서 플레이어는 다른 블록을 조작하면서 위치를 기억해야 한다. 또 다른 섹션은 빛 중심 퍼즐을 특징으로 하며, 플레이어는 큐브와 다른 특징을 사용하여 광선을 올바른 방향으로 향하게 한다.

### 스토리
무균 상태의 큐브 패턴 환경에서 깨어난 플레이어는 특수 장갑이 달린 특별한 옷을 입고 있는 자신을 발견하고, 사령관 노박이라는 여성이 라디오로 연락한다. 노박은 자신이 국제우주정거장의 우주비행사이며, 주인공이 겪은 우주여행의 부작용으로 기억상실을 겪을 수 있다고 경고한다. 현재 지구 충돌 코스에 있는 큐브 모양의 외계 우주선에 탑승해 있다고 한다. 플레이어는 몇 시간 안에 옷을 사용하여 황량한 우주선에서 길을 찾아야 하며, 이는 지구가 파괴되기 전에 우주선이 자가 분해되어 붕괴하게 만든다는 정보를 받는다. 플레이어는 메시지를 보낼 수 없고 우주정거장은 지구 뒤를 공전하고 있어 노박은 플레이어에게 계속 나아가라고 격려하다가 곧 연락이 끊긴다.
퍼즐을 진행하면서 노박의 연락 중간에 플레이어는 곧 지구와 우주에 대한 이야기가 모두 거짓이며, 플레이어는 사실 지하에 있는 실험 대상 실험쥐라는 절박한 남자의 경고를 받는다. 플레이어는 잘못된 약속에 속고 있다는 경고를 받지만, 노박은 곧 신호 중 하나를 가로채고 이는 플레이어가 무시해야 할 무단 방송이라고 경고한다. 노박은 곧 그 남자가 우주선이 연락 두절되어 사망한 것으로 여겨졌던 코드명 919의 길 잃은 우주비행사라고 주장하는 반면, 919는 노박이 데이터 테스트를 위해 플레이어를 몰아붙이기 위해 거짓말을 하고 있다고 주장한다.
최종 구역에서 환경이 붕괴되면서 플레이어는 곧 자폭하는 구역에서 우주선에 도착한다. 노박은 탈출 포드이므로 플레이어에게 들어가라고 요구하는 반면, 919는 플레이어가 더 이상 필요 없으므로 용광로에 빠뜨릴 것이라고 단언한다. 안으로 올라타자 포드가 발사되고 플레이어는 우주에 있게 되며, 노박의 말이 진실이었음이 드러난다. 지구와 달 사이에서 우주선을 간신히 파괴했으며, 거대한 직사각형 모양의 우주선 파편들이 떠다니는 것이 보인다. 게임은 미국 대통령이 플레이어의 노력에 감사하고 919를 찾겠다고 약속하며 끝난다.

## 개발
Q.U.B.E.는 뉴포트 대학교의 대니얼 다 로차, 조너선 세이버리, 데이브 홀의 최종 학생 프로젝트를 바탕으로 한다. 졸업 후 세 사람은 자신들의 게임에 대해 긍정적인 피드백을 받았고, 개발을 계속하기 위해 자신들의 회사인 톡식 게임즈를 설립했다. 이 초기 개발 기간 동안 팀은 분야 경험 부족으로 인해 퍼블리싱 계약을 얻는 데 어려움을 겪을 것이라고 생각했지만, 대신 자신들의 게임 잠재력을 바탕으로 인디 펀드로부터 자금을 지원받게 되어 자신들의 지식 재산권을 유지하면서 좀 더 여유로운 속도로 작업할 수 있었다. Q.U.B.E.는 인디 펀드를 통해 자금을 지원받아 출시된 첫 번째 게임이다. 인디 펀드의 애런 이삭센은 이 프로젝트가 아직 학생 프로젝트 단계였을 때 끌렸다고 언급하며, 1인칭 퍼즐 게임이 플레이어에게 시간 압박이나 정확한 조준 없이 깔끔하고 간단한 인터페이스를 제공하면서 새로운 개념과 아이디어를 제공한다고 믿었다. 인디 펀드는 2010년 8월부터 시작된 Q.U.B.E. 개발 기간 동안 세 차례에 걸쳐 자금을 지원했다. 총 9만 달러에 달하는 이 자금은 게임이 스팀 플랫폼에서 출시된 지 4일 만에 회수되었으며, 12,000개 이상이 판매되었다.
톡식 게임즈 팀원 중 프로그래머는 아무도 없다. 홀은 개발 기간 동안 프로그래밍 소스 코드를 직접 다룰 필요가 없었다고 언급하며, Q.U.B.E.는 프로그래머가 아니더라도 완전한 게임을 개발하는 것이 가능하다는 것을 보여준다. 다 로차, 세이버리, 홀은 여전히 톡식 게임즈 팀의 핵심 멤버이지만, Q.U.B.E. 출시를 위해 팀을 확장했으며 외부 작업도 맡겼다. 예를 들어, 그들은 더 볼 작업에 참여했던 Teotl Studios의 제임스 탄을 고용하여 메뉴 인터페이스와 플레이어 장갑의 세부 사항을 도왔다.
원래 학생 프로젝트는 세 명의 팀원이 파트타임으로 약 6주 만에 완성했지만, 완성된 게임 버전은 팀의 풀타임 작업으로 8개월 이상 소요되었다. 초기 개발 당시 그들은 자신들의 게임 엔진으로 언리얼 엔진 3를 사용하는 것을 고려하고 있었지만, 거의 같은 시기에 에픽게임즈는 무료로 이용 가능한 언리얼 개발 키트를 발표했다. 이는 개발 비용을 절감했을 뿐만 아니라 키스멧 시각 스크립트 언어를 사용하여 게임의 로직과 게임플레이를 제공하는 것과 같은 일부 개발 작업을 단순화했다.
팀은 퍼즐 측면에 집중할 수 있도록 프레젠테이션과 스토리 모두에서 프로젝트를 비교적 간단하게 유지하고 싶었다. 게임 세계는 대부분 큐브와 블록으로 구성되어 있어 세계를 빠르게 모델링할 수 있었지만, 나중에 다른 환경 느낌을 주기 위해 해당 요소를 가지고 놀 수 있는 충분한 유연성을 제공했다. 톡식 게임즈는 플레이어가 퍼즐에 몰입하도록 만들고 싶어 플레이어의 상호 작용을 강조하는 데 더 많은 시간을 할애했다. 게임은 플레이어가 특정 지침 없이 사용하는 방법을 배울 수 있도록 각 퍼즐 요소를 개별적으로 도입하여 게임 후반부에 더 복잡한 퍼즐로 발전하도록 계획되었다. 팀은 원래 게임에 대한 스토리를 구상하고 있었는데, 플레이어는 팀원들의 친구인 에밀리 러브가 목소리 연기한 여성 인공지능의 간헐적인 내레이션을 들을 수 있었다. 팀은 포탈 시리즈의 GLaDOS 사용에 "버릇이 들어서" 이것이 필요하다고 느꼈다. 톡식 게임즈는 미완성된 내레이션과 스토리를 삭제하여 크리스마스 휴가 전에 게임을 출시할 수 있도록 했으며, 이 작업을 완료하는 데 3개월이 더 걸릴 것으로 예상했다. 그들은 또한 E3 2011에서 게임을 선보였을 때 알아차렸던 것처럼 영국 외의 플레이어들이 악센트를 이해하지 못할까봐 걱정하기도 했다. 이 내레이션의 일부 요소는 출시된 제품에 남아 있는데, 벽이 플레이어를 압사시키려는 방과 같이 폐소 공포증을 유발하는 방이 있다. 톡식 게임즈는 당시 다른 플랫폼으로의 포팅을 완료한 후 게임에 추가 다운로드 가능 콘텐츠를 고려하고 있다고 밝혔으며, 이 스토리와 레벨 에디터를 다시 추가하는 콘텐츠도 포함된다.
Q.U.B.E.는 처음에는 마이크로소프트 윈도우용으로 개발되었지만, OS X 버전은 이후 2012년에 출시되었다. 개발자들은 IOS 모바일 플랫폼과 온라이브 버전 개발을 고려했다. Wii U 버전은 2015년 8월에 출시되었고, 플레이스테이션 비타 포트도 출시가 고려되었다.

### 디렉터스 컷
Q.U.B.E.의 "디렉터스 컷"은 2014년 5월에 윈도우용으로 출시되었고, 다른 플랫폼으로는 2015년에 출시되었다. 디렉터스 컷은 게임에 스토리를 추가했으며, 비디오 게임 작가 롭 예스콤브가 스크립트를 쓰고 레이첼 로빈슨과 루퍼트 에번스가 음성 연기를 맡았다. 또한 게임에는 스피드런 트라이얼을 위한 새로운 10개의 레벨, 새로운 음악 스코어, 가상 현실 오큘러스 리프트 헤드셋 지원 기능이 추가되었다.

## 평가
Q.U.B.E.는 인터랙티브 예술 과학 협회가 주최한 2011년 인디 게임 챌린지의 12개 최종 후보 중 하나였지만 수상하지는 못했다.
이 게임은 메타크리틱에서 69/100의 총점을 받았으며, 이는 혼합 또는 평균적인 평가를 나타낸다. 리뷰어들은 이 게임이 두 개의 포탈 게임과 즉시 비교 가능하며, 무균 환경에서 퍼즐을 제공한다고 언급했다. 이 게임은 유사한 퍼즐 메커니즘을 기반으로 하면서도 자신만의 아이디어를 도입했다는 찬사를 받았다. 그러나 자성을 포함하는 퍼즐은 다른 퍼즐 요소에 비해 다소 지루하다는 평가를 받았다. 새로운 게임플레이 요소의 제시 방식은 잘 만들어졌다고 평가받았으며, 각 요소를 부드럽게 소개한 후 더 큰 퍼즐로 이어졌다. 동시에 리뷰어들은 이 게임이 포탈이 제공하는 스토리나 분위기의 개성이 부족하여 플레이어 경험이 부족하고 다음 퍼즐이 무엇일지 보는 것 외에는 계속 나아가도록 하는 목표가 없다고 지적했다. 리뷰어들은 또한 공과 블록과 같은 일부 물체의 물리가 실제에서 일어날 수 있는 불운한 반사 대신 특정 퍼즐의 완성을 보장하기 위해 게임에 의해 조작되는 지점까지 이상하다는 점에 주목했다.

## 후속작
톡식 게임즈는 2017년 3월 게임 개발자 회의 기간 동안 후속작 Q.U.B.E. 2의 초기 데모 버전을 언론에 공개했다. 엔가젯의 제시카 콘딧은 엔가젯 기사에서 "Q.U.B.E. 2는 원작의 가장 좋은 측면을 모두 가져와 아름다운 새로운 3D 환경에 담았다"고 말했다. 플레이어는 추상적인 공간에서 깨어난 영국 고고학자 아멜리아 크로스의 역할을 맡아 다른 존재 엠마의 안내를 받으며 퍼즐을 해결하고 탈출한다. 첫 번째 게임은 플레이어가 환경에 이미 존재하는 큐브를 사용해야 했지만, Q.U.B.E. 2는 플레이어에게 다양한 기능의 큐브를 만들어 환경을 제어할 수 있는 능력을 부여한다. 이 게임은 2018년 3월 13일에 윈도우, macOS, 플레이스테이션 4, 엑스박스 원 플랫폼으로 출시되었다.
새로운 설정과 함께 Q.U.B.E. 2는 게임의 접근 방식에 더 많은 비선형성을 제공하면서 더 강력한 서사로 개발되었다. 톡식 게임즈 직원 외에도 환경 아티스트 해리 코, 작곡가 데이비드 하우든, 작가 및 프로듀서 벤자민 힐이 추가 자료를 제공했다. 후속작은 언리얼 엔진 4를 사용하여 최소한의 코딩으로 제작되었으며, 원작 게임과 같이 프로그래머는 조너선 세이버리 한 명만 확장하여 언리얼의 블루프린트 시스템에서 게임을 위한 재사용 가능한 객체를 개발했다.

## 같이 보기
- 크로마건
- 포탈
- 포탈 2

## 참고
1. ↑  Nvidia Lightspeed Studios developed the Nvidia Shield version.
2. ↑  derived from Quick Understanding of Block Extrusion